# Byron Lima Oliva
Byron Lima Oliva (Guatemala, 1969-Fraijanes, Guatemala, 18 de julio de 2016) fue un militar y recluso guatemalteco ampliamente influyente y conocido por su involucramiento con el asesinato del obispo Juan Gerardi en 1998, durante el gobierno del ciudadano Álvaro Arzú y por haber sido acusado por la Comisión Internacional Contra la Impunidad en Guatemala de ser el jefe de facto de las prisiones guatemaltecas. Lima Oliva siempre negó ambas imputaciones y fue muy vocal e intimidante contra los periodistas y funcionarios públicos que se lo imprecaban.
Fue asesinado en la cárcel de Pavón, en el municipio de Fraijanes el 18 de julio de 2016 en un confuso incidente en el que hubo disparos con armas de grueso calibre, la explosión de una granada, la toma del control de la prisión por parte de los reos por varias horas para poder limpiar la escena del crimen, e incluso la muerte de una modelo argentina que se encontraba visitando a Lima Oliva en su habitación. Con toda candidez, los funcionarios del Ministerio de Gobernación de Guatemala declararon esa misma tarde que desconocían los pormenores del ataque, que no pudieron ingresar al penal por el amotinamiento de los reos y que no sabían cómo se ingresaron ni qué se hicieron las armas que se utilizaron para perpetrar el hecho.
La premura con la que se procedió con su sepelio —tan solamente un día después de su asesinato y sin dar tiempo para que se hicieran las investigaciones forenses pertinentes— hizo que varios sectores dudaran de la autenticidad de su muerte.

## Reseña biográfica

### Asesinato de Pedro Sas Rompich
Byron Lima Oliva apareció en los periódicos por primera vez en 1996, cuando el lechero Pedro Sas Rompich iba a atropellar al entonces presidente Álvaro Arzú y a su esposa, Patricia de Arzú, que paseaban en caballo cerca de su propiedad en el área de Antigua Guatemala. Lima Oliva salvó a Patricia de Arzú, mientras que Obdulio Villanueva, también miembro de la guardia presidencia, mató a tiros a Sas Rompich. Villanueva fue condenado a prisión por la muerte de Sas Rompich.

### Asesinato de Juan Gerardi
Dos días después de la publicación del informe Guatemala: nunca más, en la noche del 26 de abril de 1998, el obispo guatemalteco Juan José Gerardi fue brutalmente asesinado a golpes en la cabeza, en el garaje de la casa parroquial de San Sebastián, de la zona 1 de la ciudad de Guatemala. Los criminales usaron aparentemente un bloque de cemento para destrozarle el cráneo, golpeándole al punto de que el rostro del obispo quedó irreconocible y la identificación se logró solo luego del reconocimiento del anillo episcopal en su mano.
Su cuerpo fue descubierto tendido en el garaje por el sacerdote Mario Orantes, que compartía la parroquia con el obispo y quien sospechosamente demoró horas en dar aviso del asesinato a la fuerza pública, asegurando no haber oído nada fuera de lo común esa noche. Las indagaciones médicas comprobaron, por una fractura en el dedo, que el obispo había intentado repeler el ataque.
Las declaraciones de Mario Orantes, posteriormente, serían erráticas y contradictorias. Las piernas del occiso estaban cruzadas a la altura de los tobillos y las manos entrecruzadas sobre el pecho. Cerca del cuerpo estaba el bloque de concreto triangular que factiblemente fue utilizado para cometer el crimen. Las inconsistencias y la negligencia en la investigación empezaron en la escena del crimen: en cintas de video de la escena del crimen aparecía el fiscal analizando la presunta arma del delito sin guantes y caminando entre los charcos de sangre alrededor del cadáver. Las muestras forenses se enviaron al laboratorio en recipientes sin sellar. Se comprobaría que el órgano de inteligencia militar llamado Estado Mayor Presidencial alteró la escena del crimen, concertando imposturas que distrajeran la atención pública.
Entre las hipótesis redargüidas que intentaron desorientar las investigaciones se promovieron la del crimen pasional, el ataque de un perro y la acción de una banda de ladrones de imágenes religiosas donde la familiar de un jerarca católico tenía relación. De los grupos conservadores del país fue evidente la propensión constante a desestimar la probabilidad de participación de fuerzas del Estado en el crimen, a pesar de que horas antes del asesinato, el obispo presentó Guatemala: nunca más, vuelta por demás admisible esa sospecha.
El asesinato constituyó un desgaste enorme para la administración del presidente Álvaro Arzú Irigoyen; a comienzos de mayo de 1998, la ODHAG (Oficina de Derechos Humanos del Arzobispado de Guatemala), tras investigaciones, suministró el número de licencia de un vehículo que en el registro alusivo resultó estar al servicio de una base militar, la base de Chiquimula, que había sido visto por un testigo identificado, un taxista que luego sería secuestrado y tendría que salir al exilio, habiendo dado vueltas reiterativas el automóvil alrededor de la parroquia la noche del crimen. Así, se vincularon los nombres del coronel retirado Byron Lima Estrada (otrora comandante de la base militar de Chiquimula) y de su hijo, el capitán Byron Lima Oliva, suscritos al EMP (Estado Mayor Presidencial, el órgano de inteligencia militar), quienes, según la ODHAG, estaban aparentemente relacionados con el asesinato por una serie de información fundada que trascendió al poco tiempo, como anónimos que decían provenir de fuentes castrenses, testimonios presenciales, llamadas telefónicas con acusaciones, entre otras. Curiosamente, los registros del vehículo en archivos estatales desaparecieron después de que fuera divulgada la relación con los militares.
La comisión que la presidencia de la República organizó para investigar el crimen, negó que el coronel retirado tuviera relación alguna con el caso y decidió no investigar al capitán Lima. El Gobierno, que había insistido con parcialidad cuestionable en que el asesinato se debía a un crimen común, no político (o si político, realizado para desprestigiar al gobierno) disolvió la comisión en julio de 1998.
El 22 de julio de 1998, el padre Mario Orantes fue detenido por la policía por su complicidad en el asesinato.
El fallo judicial dejó abierto el curso para procesar penalmente a los miembros de la cúpula de poder del Estado Mayor Presidencial activa en abril de 1998.
Los fiscales y jueces enfrentaron serias amenazas y aún, varios de ellos debieron exiliarse. Al extremo de que una de las titulares de la judicatura que conoció el caso fue amedrentada con la explosión de una granada en su residencia. Asimismo, los testigos fueron presionados, habiendo atentados en contra de la mayoría de ellos. Sería determinante el testimonio de Rubén Chanax Sontay, un exagente militar que afirmó haber sido informante de los servicios de inteligencia del ejército de Guatemala y cuya formación militar podía ser comprobada en fichajes del ejército. Había sido contratado para vigilar a Gerardi desde dos años antes del asesinato, habiéndose mimetizado entre los indigentes que pernoctaban en el parque ubicado al lado de la iglesia donde residía el prelado. Según Rubén Chanax, que luego saldría al exilio, la escena del crimen fue alterada por dos militares para confundir la acción de los investigadores.
Custodiado por escoltas armados y amparado en un programa de protección de testigos a cargo de la fiscalía y sobre todo, de la cooperación internacional (MINUGUA), Chanax declaró ante el tribunal; según relató, la noche del crimen vio salir a Byron Lima sin camisa de la casa parroquial de San Sebastián. Luego, un vehículo recogió a Obdulio Villanueva, quien llevaba una cámara de video.
El caso continúa abierto en la fiscalía guatemalteca, aunque el 20 de julio de 2016 Byron Lima Oliva fue asesinado dentro de la prisión Pavón en Fraijanes junto a otros trece reclusos y a una visitante argentina. Lima Oliva había sido acusado hacía dos años de dirigir las cárceles guatemaltecas, a pesar de estar cumpliendo su condena, y su muerte fue atribuida inicialmente a una pugna interna de los reos por el control de la prisión.

### Durante su época en prisión
Lima Oliva entró a prisión tras ser capturado por el caso Gerardi el 21 de enero de 2000, junto a su padre, el coronel retirado Byron Lima Estrada, y el especialista Obdulio Villanueva. En ese momento acababa de ser nombrado capitán primero y oficial ayudante de Operaciones de la Fuerza de Tarea II de la ONU en Chipre, con especialidad en inteligencia y contrainteligencia. Estaba asignado al Estado Mayor Presidencial del general Marco Tulio Espinoza, a cargo de la seguridad del presidente Álvaro Arzú.
De acuerdo a José Rubén Zamora —influyente periodista guatemalteco— Lima Oliva era «el poder real en el Sistema Penitenciario (DGSP)» y que era tan influyente en Guatemala que incluso tenía representantes en el Congreso, fue financista de varios candidatos presidenciales que resultaron triunfadores y jefe de narcotraficantes.  De hecho, de acuerdo con Zamora, Lima Oliva salía y entraba de la prisión a su antojo y llegaba incluso a amenazar a los funcionarios del Ministerio de Gobernación del gobierno de turno. Zamora relató que Lima Oliva habría sido protegido y hasta patrocinado por organizaciones criminales formadas por militares durante la Guerra Civil de Guatemala conocidas como «La Cofradía» y «El Sindicato» por haber aceptado la culpa del asesinato del obispo Juan Gerardi.
Ahora bien, la primera noticia del control de las cárceles data de 2000, cuando fue acusado de chocar con las autoridades del penal y de no aceptar órdenes de civiles.
El 23 de diciembre de 2002 ocurrió un motín en la prisión «Pavoncito», donde miembros de la mara Salvatrucha decapitaron a Julio César Beteta, a quien acusaban de cobrar hasta cincuenta mil quetzales semanales de extorsiones a otros reos; luego, el 12 de febrero de 2003, luego que la Corte Suprema de Justicia confirmara las sentencias en contra de Lima Oliva y su padre, doscientos cincuenta mareros se amotinaron con ellos y Villanueva, quien murió decapitado. Lima se salvó, y retomó el control de la presión.
Lima Oliva alcanzó su máximo poder durante el gobierno del Partido Patriota; durante ese régimen su maquila carcelaria produjo propaganda electoral, su hermano Luis asesoró al diputado Estuardo Galdámez, e incluso nombró a funcionarios de su confianza en el DGSP. 
Pero su relación con el gobierno se fracturó cuando Mauricio López Bonilla habría ido en diciembre de 2012 a la prisión militar del Mariscal Zavala a decir que Lima estaba gestionando traslados millonarios en su nombre; luego, en febrero de 2013 Lima fue capturado por salir de prisión sin permiso. Finalmente, la CICIG lanzó una investigación que lo acusó de armar una estructura paralela de traslados en los penales guatemaltecos. La CICIG, ahora al mando del comisionado Iván Velásquez, puso en evidencia la fortuna que había amasado Lima Oliva en la cárcel, y que incluía residencias, una colección de vehículos, negocios y caballos de pura sangre.
La CICIG trató de trasladar a Lima Oliva a una prisión de máxima seguridad y así fue como pasó por Mariscal Zavala y Matamoros. Pero una resolución del cuestionado juez Walter Villatoro lo envió finalmente a la Granja de Rehabilitación Penal de Pavón, en Fraijanes.  Aparentemente, la llegada de Lima a Pavón habría preocupado a los internos por la forma en que el poder se iba a redistribuir dentro de la cárcel, pues Lima lo quería todo. De hecho, la llegada de Lima Oliva coincidió con un aumento en el ingreso de drogas, y numerosos privilegios para los reos más poderosos.
Lima Oliva se sintió traicionado por el trabajo de la CICIG, y amenazó al entonces ministro de Gobernación Mauricio López Bonilla diciendo que tenía suficiente información para hundirlo; también amenazó al entonces presidente Otto Pérez Molina advirtiéndole que si prorrogaba el mandato de la CICIG más allá de 2015 «lo irían a buscar por el caso del guerrillero asesinado Efraín Bámaca en 1992 y por el asesinato del político Jorge Carpio Nicolle en 1993».

## Asesinato
Lima Oliva recibió cinco disparos de bala en el cráneo, uno en la pierna y otro en un hombro, frente a la barbería "El Profe" en el interior de la Granja Penal de Rehabilitación "Pavón", aunque en las imágenes del lugar únicamente se puede apreciar los despojos de la modelo argentina Joanna Birriel.
Tras el motín, los prisioneros movieron cinco cadáveres del lugar en que fueron ejecutados y los trasladaron al ingreso de la granja penal, en donde -demostrando la ineficiencia de las autoridades carcelarias de Guatemala- fueron identificados por técnicos de la Dirección de Investigaciones Criminalísticas del Ministerio Público de Guatemala, quienes no pudieron ingresar al penal.  
Cuando por fin se retomó el control del penal, los investigadores del MP encontraron otros ocho fallecidos en un área comercial, conocida como "La Sexta" y un total de sesenta y nueva cascabillos de armas de fuego de diferentes calibres.

### Hipótesis sobre el motivo del asesinato
- Sistema Penitenciario de Guatemala: El 20 de julio de 2016, la Dirección General del Sistema Penitenciario (DGSP), reconoció que desconocía el paradero de las armas utilizadas para el crimen; ahora bien, indicó que tenían la hipótesis de que las armas ingresaron al penal en un camión cisterna que supuestamente llevaba agua al centro carcelario y que quienes lo conducían burlaron fácilmente los controles de seguridad, pues a decir del propio vocero del DGSP «los protocolos de seguridad que se manejan[...] no llenan las expectativas».[1]  El vocero también indicó que la DGSP cree que el asesinato del militar retirado era el producto de una lucha interna por el poder de la prisión entre Lima Oliva y Marvin Montiel Marín —alias «El Taquero»—, quien purga ochocientos veinte años de prisión por el asesinato de quince nicaragüenses y por el control de una red de contrabando de estupefacientes.[1]

- Luis Lima Oliva —hermano del fallecido—: la muerte del exmilitar habría sido planeada por el gobierno de Jimmy Morales, «pues habría sido un cáncer que se quería extirpar para hacer cambios en el Sistema Penitenciario».[1] Luis Lima Oliva responsabilizó a los guardias del penal, al director de Presidios, al Ministro de Gobernación y al viceministro de Seguridad por la muerte de su hermano.[1]

- José Rubén Zamora —influyente periodista guatemalteco—: el director de El Periódico, José Rubén Zamora, habría sido planificada por su antiguos patrocinadores, «El Sindicato» y «La Cofradía», quienes estarían ligados a grupos de derecha fascista y a los líderes del Partido Patriota y a los militares que asesoran al gobierno de Jimmy Morales, debido a que Lima habría estado a cargo de la contratación de un sicario internacional contratado por estos grupos para asesinar al propio Zamora y a la fiscal general del Ministerio Público, Thelma Aldana, por las investigaciones que se estaban haciendo contra sonados casos de impunidad en el país.[11]  De hecho, Zamora acusó directamente al jefe de la seguridad del presidente Morales, el militar Melgar Padilla, de ser el autor intelectual del asesinato de Lima Oliva y de los asesinatos de los autores materiales de otra masacre de Pavón, ocurrida en 2006 y dirigida por los directores del Ministerio de Gobernación del gobierno del licenciado Oscar Berger Perdomo.[11]

### Dudas sobre la autenticidad de su muerte
Por la importancia que tenía Byron Lima Oliva al momento de su muerte, algunos sectores hicieron cuestionamientos sobre la autenticidad de su fallecimiento.  Las dudas giraron en torno a lo que ocurrió con los restos del fallecido, y por qué fue retirado con tanta premura de la escena del crimen; de hecho, se cuestionó que el cuerpo hubiera sido sepultado al día siguiente del asesinato, sin dar tiempo suficiente para que el Instituto Nacional de Ciencias Forenses (INACIF) lo examinara convenientemente.  Se planteó entonces la hipótesis de un asesinato simulado.